# Jüdische Gemeinde Hüsten
Eine Jüdische Gemeinde existierte in Hüsten spätestens seit Beginn des 19. Jahrhunderts. Jüdisches Leben im Ort gab es bereits in der Frühen Neuzeit. Seit 1855 war die Gemeinde Teil des Synagogenbezirks Arnsberg als Untergemeinde. Die Gemeinde verfügte über einen Friedhof, eine Synagoge und zeitweise über eine jüdische Schule. Die Gemeinde wurde durch den Holocaust vernichtet.

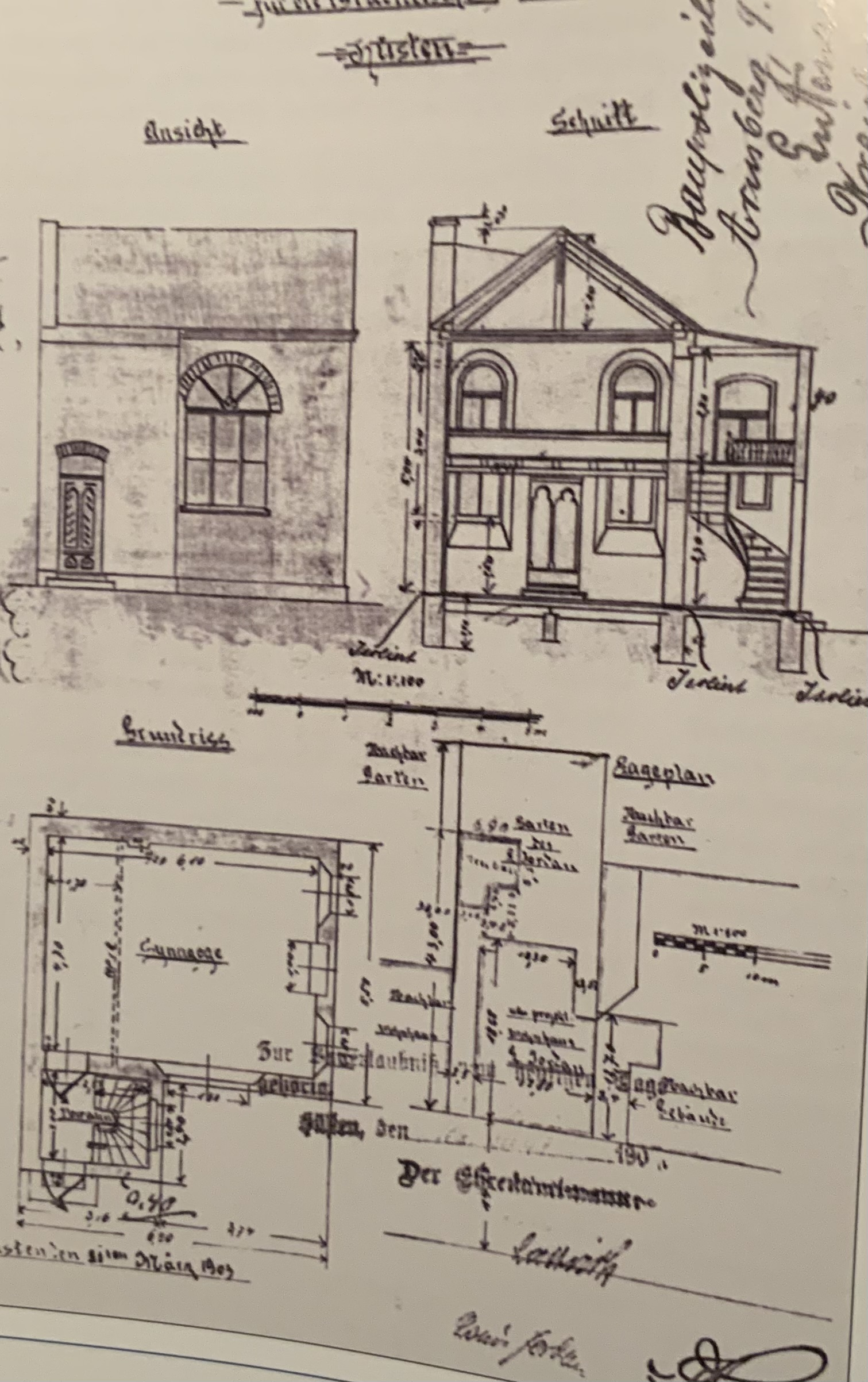
Bauplan der Synagoge Hüsten 1903

## Geschichte

### Bis zum Ende des Kaiserreichs
Bereits im 17. Jahrhundert wurden jüdische Einwohner erwähnt. Im Jahr 1717 lebten im Ort fünf Familien. Einige Jahre später waren es nur noch zwei, im Jahr 1774 waren es vier. Dieselbe Zahl ist auch für 1801 überliefert. Mit Angehörigen und Gesinde lebten 37 Juden im Ort. Dies entsprach 10 % der Einwohner. Die Familien lebten alle von Handelsgeschäften. Der Wunsch nach einer eigenen Synagoge scheiterte am Einspruch der politischen Gemeinde. Auch wenn es im Gegensatz zu Arnsberg kein Judenverbot gab, waren die Behörden auch noch zu Beginn des 19. Jahrhunderts bemüht jüdische Ansiedlungen zu behindern. Der angebliche Schleichhandel der Juden behauptete die Kommune sei für die zahlreichen christlichen Bettler verantwortlich. Im benachbarten Hachen Da in Arnsberg das Ansiedlungsverbot nach dem Übergang des Herzogtums Westfalen an Hessen-Darmstadt nicht mehr beachtet wurde, siedelte Juden aus Hüsten in die Nachbarstadt über. Die Arnsberger Juden aber auch die aus Hachen und Bruchhausen besuchten zunächst die Synagoge in Hüsten und bestatteten ihre Toten auf dem Friedhof. In Arnsberg bildete sich in den 1830er Jahren eine eigene jüdische Gemeinde. Bis 1847 wurde der Hüstener Friedhof benutzt. Die Hüstener Gemeinde gehörte seit 1855 zum Synagogenbezirk Arnsberg als Untergemeinde.

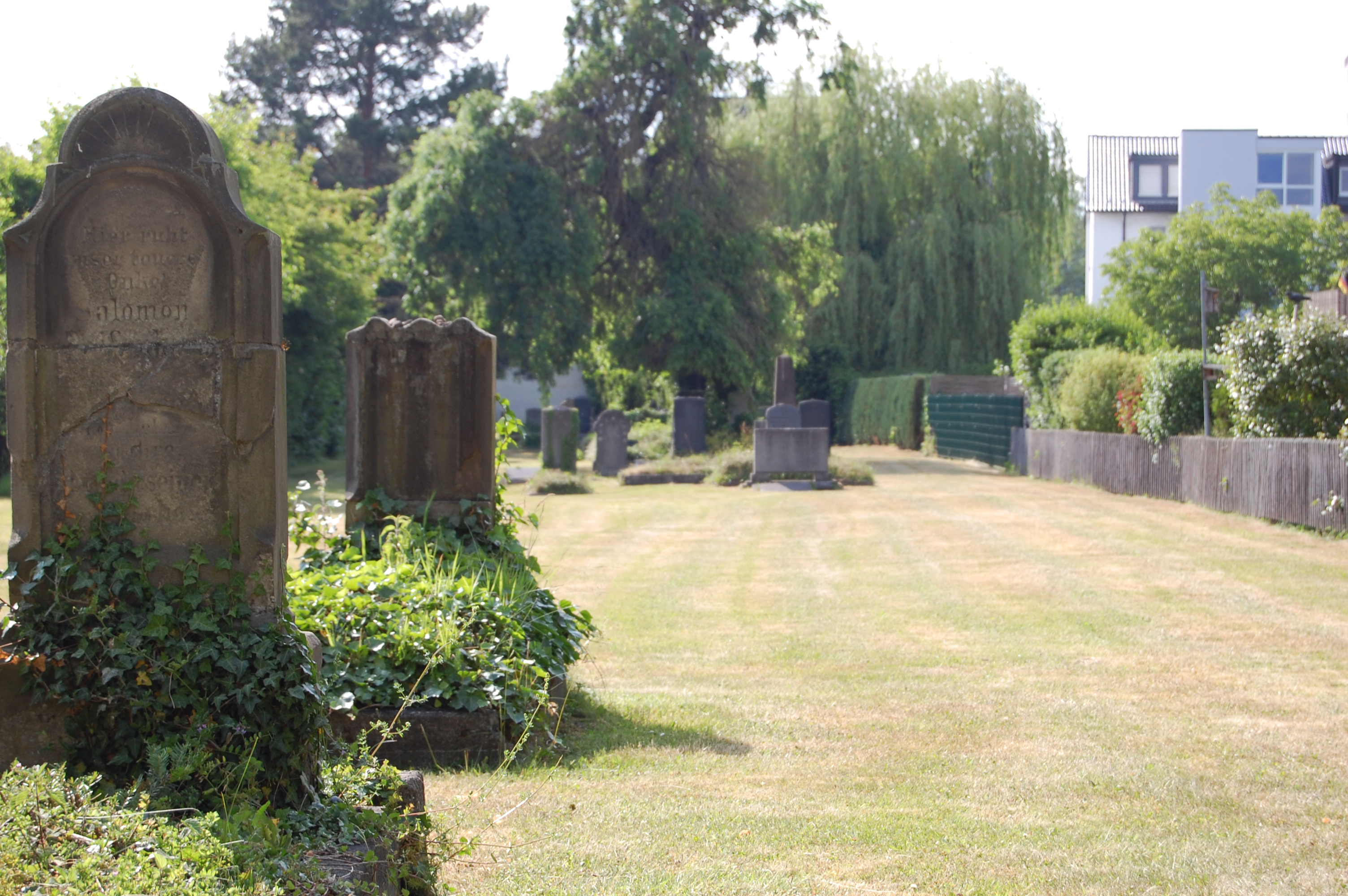
Jüdischer Friedhof Hüsten

Im Jahr 1819 lebten 24 Juden in Hüsten. Ein Jude gründete 1829 das erste Modegeschäft am Ort. Im Jahr 1837 waren es 37, 1858 29 Juden. Im Jahr 1895 waren von etwa 3900 Einwohnern 48 Juden. Von fast 7500 Einwohnern 1925 waren 43 Juden. Um 1900 gab es einige Kaufleute, einen Viehhändler, einen Reisenden, eine Verkäuferin, einen Rentner und einen Arbeiter bei der Hüstener Gewerkschaft. In der Chronik der jüdischen Schule heißt es im Jahr 1904, dass die Gemeinde vierzehn Familien umfasste. Davon entfielen neun auf Hüsten, in Hachen lebten vier und in Bruchhausen eine Familie. Insgesamt gehörten der Gemeinde 80 Personen an. Davon waren 55 aus Hüsten. Im Jahr 1931 betrieb die Familie Jordan ein Kaufhaus und die Familie Apt ein Hutgeschäft. Josef Grüneberg gehörte zu den Mitbegründern der örtlichen Spar- und Darlehnskasse. Julius Grüneberg war Kompaniechef der Schützenbruderschaft.

### Von der Weimarer Republik bis zum Holocaust
Bereits zu Beginn der Weimarer Republik erlebte der Ort eine antisemitische Agitation durch den Kaplan Lorenz Pieper, der auch Gründer des Jungdeutschen Ordens im Ort war. Dagegen wandte sich der Amtmann Rudolf Gunst. Pieper verließ 1923 Hüsten. Er fuhr nach München zu Adolf Hitler, um einige Monate später in Menden wieder als Vikar tätig zu sein. Mit dem Beginn der nationalsozialistischen Herrschaft nahmen auch in Hüsten die Repressionen zu. Die Familie Jordan wanderte 1936 nach Südamerika und die Familie Grüneberg in die Niederlande aus. Während der Novemberpogrome 1938 kam es zu Übergriffen auf jüdische Geschäfte. Josef Grüneberg wurde so schwer verletzt, dass er wenige Wochen starb. Fünf Juden wurden verhaftet. Fast alle jüdischen Geschäfte wurden bis Ende 1938 arisiert. Der letzte jüdische Schüler wurde der Schule verwiesen. Am Ende dieses Jahres erschien in der NS-Zeitung Rote Erde ein Hetzartikel gegen die Hüstener Juden. Juden wurden nunmehr zu Zwangsarbeit herangezogen. Einige Kinder konnten 1939 noch nach England in Sicherheit gebracht. Eine weitere Familie wanderte nach Südamerika aus. Nach der Bildung der Stadt Neheim-Hüsten 1941 wurden die restlichen jüdischen Einwohner in Judenbaracken in Neheim untergebracht. Die meisten wurden am 1. März mit einem Transport nach Auschwitz gebracht und meist ermordet. Nur wenige Juden kehrten nach dem Zweiten Weltkrieg zurück.

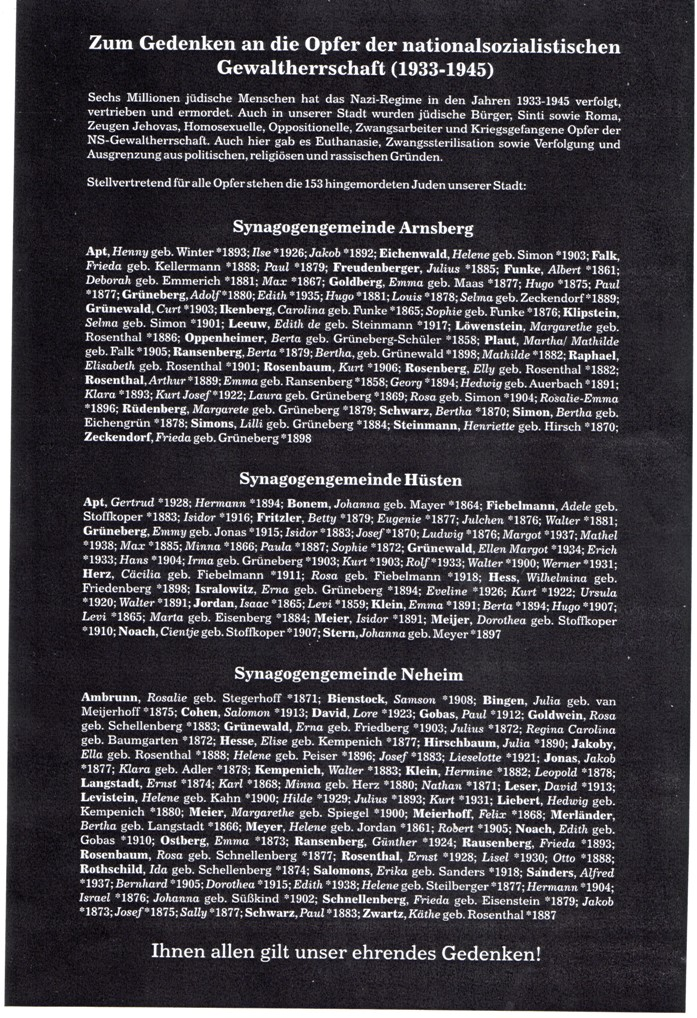
Gedenktafel Ermordete Juden aus Arnsberg

## Synagoge
Eine Synagoge wurde 1861 erwähnt. Es handelte sich um einen Anbau am Haus der Familie Jordan in der Marktstrasse. Der Bau wurde 1903 abgerissen. In der Nähe wurde ein neues Gebäude errichtet. Er lag von der Straße recht weit entfernt im Garten der Familie Jordan. Im Bauantrag hieß es: „Dieselbe ist ganz einfach gehalten, jedoch für die kleine Gemeinde genügend große bemessen. Die Wände sind aus Ziegelsteinen in Kalkmörtel gedacht und enthalten genügend große Fenster. Die Decke ist eine Holzbalkendecke mit Rigibsunterputz und Zwischendecken.“ Der Betraum hatte eine Grundfläche von etwa 30 m². An der Kopfseite befand sich zwischen zwei Rundbogenfenstern auf einem Podest der Thoraschrein. Es gab ein angebautes Treppenhaus zur Frauenempore. Einen Rabbiner gab es wohl weder in Hüsten noch in Neheim.
Eine Gedenktafel erinnerte später an die jüdischen Gefallenen des Ersten Weltkrieges. Die Familie Jordan verkauften 1936 Haus, Synagoge und Garten an einen nichtjüdischen Besitzer. Dennoch wurde das Gebäude während der Reichspogromnacht von den Nationalsozialisten beschädigt. Zeitweise wurde das Gebäude vom örtlichen Deutschen Roten Kreuz bis 1941 genutzt. Der Bau wurde in den folgenden Jahrzehnten durch An- und Umbauten stark verändert, so dass nichts mehr von seinem ursprünglichen Zweck erkennbar ist.

## Schule
Bereits 1801 wurde ein jüdischer Schulmeister erwähnt. In der Mitte des Jahrhunderts existierte eine jüdische Schule, die aber wegen zu weniger Schüler aufgelöst wurde. In den folgenden etwa vierzig Jahren gab es keine eigene Schule. Die jüdischen Kinder besuchten die katholische oder evangelische Schule. Jüdischer Religionsunterricht wurde von Lehrern aus dem benachbarten Neheim gegeben. Weil die Zahl der Kinder gestiegen war, wurde 1902 eine jüdische Schule in angemieteten Räumlichkeiten eingerichtet. Die „Judenschule“ lag in der Freiheitsstrasse. Es gab ein Klassenzimmer und eine Lehrerwohnung. Sie wurden überwiegend selbst finanziert. Hinzu kam ein Beitrag der politischen Gemeinde Hüsten pro Schüler. Schüler kamen auch aus Bruchhausen, Hachen, Sundern und Allendorf. Die Lehrerstelle war mit dem Kantorat in der Synagoge verbunden. Zeitweise gab es sogar eine Lehrerin. Einer der Lehrer gründete 1919 den Jüdischen Jugendbund Sauerland. Im Jahr 1925 wurde die Schule nach dem Wegzug des bisherigen Lehrers geschlossen. Im Jahr 1934/35 besuchten die Kinder aus Hüsten und Bruchhausen den Religionsunterricht in Neheim.

## Gedenken
An die jüdischen Opfer der Gemeinde erinnern seit 2010 einige Stolpersteine und seit 2011 existiert auch eine Gedenktafel mit dem Namen der jüdischen Ermordeten auf dem Jüdischen Friedhof.